# Стартовий майданчик №200 космодрому Байконур
46°02′01″ пн. ш. 63°01′44″ сх. д. / 46.03361111° пн. ш. 63.02888889° сх. д.
Стартовий майданчик № 200 космодрому Байконур (Стартовий комплекс «Протон») — пусковий майданчик на космодромі «Байконур», використовується для запусків корисного навантаження за допомогою ракет-носіїв серії «Протон».
На майданчику № 200 розташовано дві пускових установки: № 39 («ліва») та № 40 («права»). ПП № 39 у даний час використовується для запусків ракет-носіїв «Протон-М», у тому числі комерційних пусків, що здійснюються спільним американо-російським підприємством ILS (англ. International Launch Services). ПП № 40 зараз не використовується, оскільки планувалося переробити цей ПП у стартовий комплекс для ракет типу «Ангара», і хоча проект «старту» «Ангари» було перебазовано на майданчик № 250, пуски з «правого» ПП відновлені не були, оскільки технологічне обладнання цього стартового комплексу було демонтовано.
З майданчика № 200 було здійснено запуск ряду міжпланетних зондів: Венера-14, Венера-15, Вега-1, Фобос-1 і аварійний запуск КА Марс-96 здійснені з ПП № 39. Венера-13, Венера-16, Вега-2, Фобос-2 з ПП № 40. ПП № 39 також був «стартом» для базового модуля орбітальної станції «Мир», і модулів «Квант-1», «Квант-2», «Кристал». Орбітальна станція «Салют-7» і астрофізичної обсерваторії «Гранат» були запущені з ПП № 40.